# Escola del Danubi

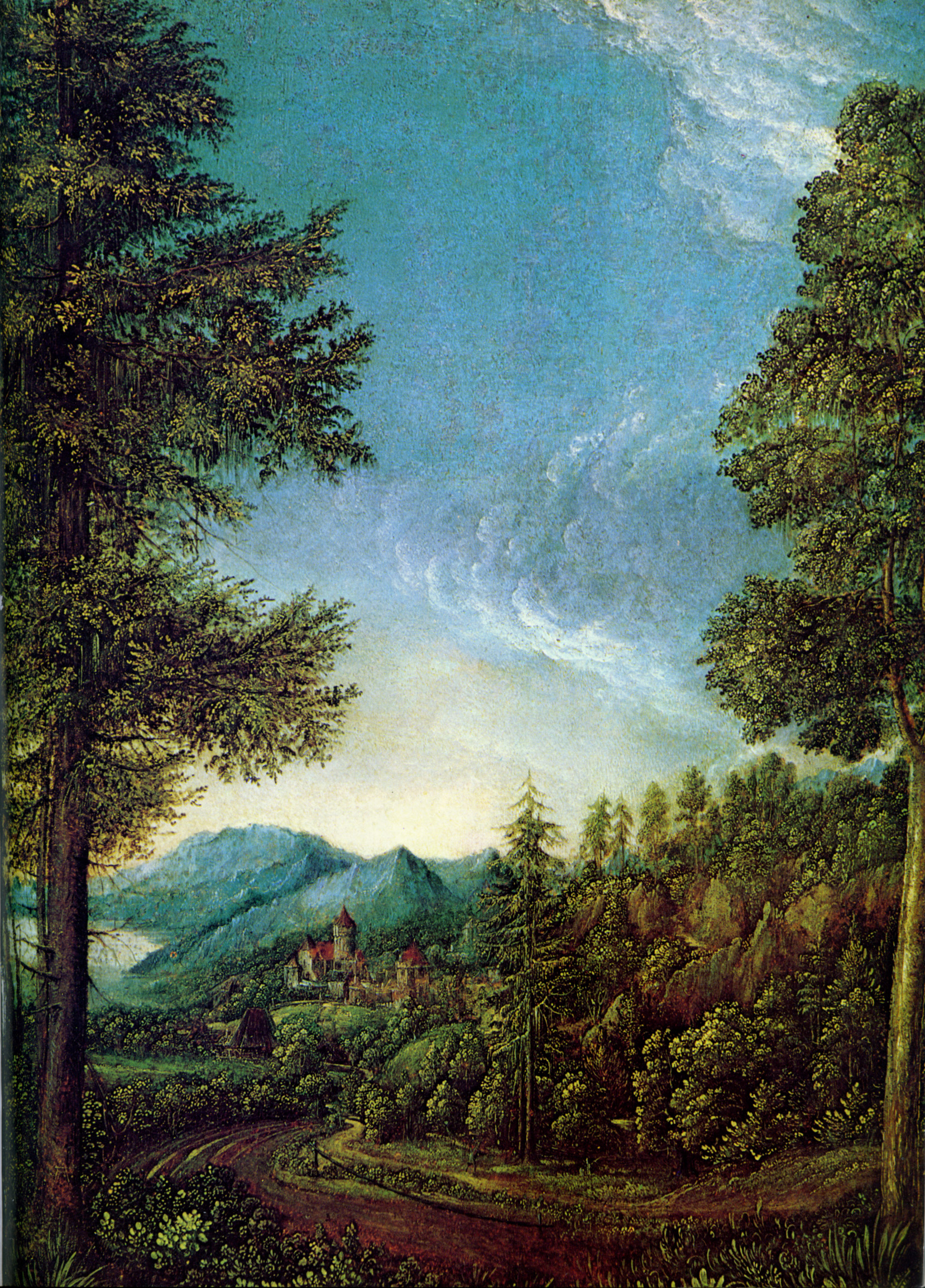
Paisatge del Danubi a prop de Ratisbona d'Albrecht Altdorfer (cap a 1522)

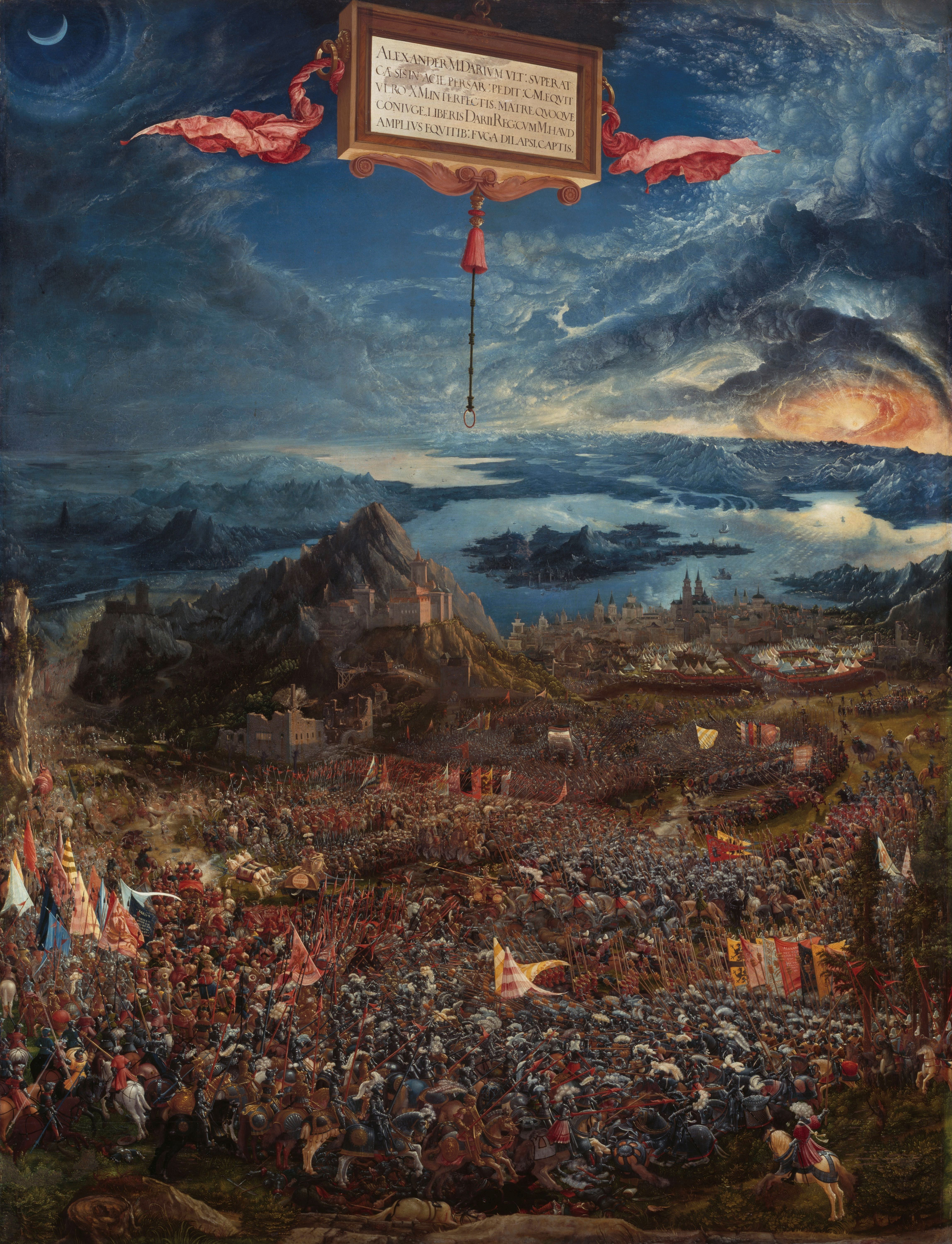
La batalla d'Alexandre el Gran a Issos d'Albrecht Altdorfer (1529)

L'Escola del Danubi fou la denominació aplicada a un grup de pintors de Baviera i Àustria que realitzaren les seues obres a la vall del Danubi al començament del segle xvi, els quals foren dels primers a treballar el paisatge pel seu propi valor.

## Característiques
Treballaren de manera totalment independent els uns dels altres i, per això, aquesta denominació (en alemany, Donauschule) és més una convenció que no pas la indicació de pertinença a un grup. A més, no totes les obres d'aquesta escola foren merament paisatges, ja que també pintaven retaules i escenes urbanes i religioses, encara que la majoria dels seus pintors hi incloïen escenes o fons paisatgístics.
Albrecht Altdorfer, Lucas Cranach el Vell (en la seua obra primerenca), Augustin Hirschvogel i Wolf Huber en són els artistes més importants.

## Llegat
Dins de la història de l'art europeu, l'Escola del Danubi fou la pionera en tractar el paisatge com a tema autònom. Amb la seua èmfasi en la relació de l'ésser humà amb la natura i les seues imatges recurrents dels boscos danubians, els artistes d'aquesta escola van oferir un nou símbol d'identitat germànica a les futures generacions d'artistes.